# هيو كوت
هيو بامفورد كوت (6 يوليو 1900 -18 أبريل 1987) هو عالم حيوانات بريطاني ومختص في التمويه الطبيعي والعسكري ورسام ومصور علمي. أجرى العديد من دراساته الميدانية في إفريقيا، حيث انحصر اهتمامه بتمساح النيل وتطور أنماط الحيوانات وألوانها. خلال الحرب العالمية الثانية، عمل كوت خبير تمويه لدى الجيش البريطاني وكان له دور في التأثير على سياسة الوزارة الحربية بشأن التمويه. اشتهر كتابه الذي حمل عنوان التلوين التكيفي في الحيوانات (1940) بين أوساط الجنود العاملين، واعتُمد كتابًا رئيسيًا لتدريس التمويه في علم الحيوان خلال القرن العشرين. بعد الحرب، أصبح كوت زميلًا في كلية سلوين، كامبريدج. أصبح زميلًا في جمعية علم الحيوان في لندن، وذهب في رحلات استكشافية إلى إفريقيا والأمازون لجمع العينات، ولا سيما الزواحف والبرمائيات.

## حياته ومسيرته المهنية
ولد كوت في 6 يوليو 1900 في آشبي ماغنا، ليسترشير، إنجلترا، حيث عمل والده رئيس جامعة هناك. تلقى تعليمه في مدرسة ركبي. في عام 1919، تخرج من الكلية العسكرية الملكية في ساندهيرست، وجرى تكليفه بالخدمة في فوج ليسترشير. درس في كلية سلوين، كامبريدج بين عامي 1922 و1925.
كان كوت ينوي أن يصبح كاهنًا، وذهب إلى كامبريدج لدراسة اللاهوت، ولكنه ذهب في رحلة جامعية إلى أمريكا الجنوبية بعد عامه الأول، حيث درس الأنماط الطبيعية في شرق البرازيل في عام 1923، بقيادة عالم الحشرات فرانك بلفور براون، فأصبح مفتونًا بالتاريخ الطبيعي، وغير مجال دراسته بعد عودته إلى علم الحيوان. ذهب كوت في رحلة استكشافية إلى منطقة الأمازون السفلى (1925-1926)، وفي رحلات بحثية إلى منطقة نهر زامبيسي في إفريقيا (1927)، بما في ذلك موزمبيق وزامبيا وشرق إفريقيا، ولانزاروت (1930). في عام 1928، تزوج بجويس رادفورد. عمل محاضرًا في علم الحيوان في جامعة بريستول في الفترة من 1928 إلى 1932، وانتقل بعدها إلى جامعة غلاسكو. أشرف جوان غراهام كير على دراسته، وهو متخصص بالتمويه العسكري. أتم العمل على أطروحته في عام 1935 في إطار زمالة مؤسسة كارنغي، وتناولت موضوع «التلوين التكيفي» -التمويه والتلوين التحذيري- في ضفادع أنورا. في عام 1938، حصل على درجة الدكتوراه في العلوم من جامعة غلاسكو، وأصبح محاضرًا في علم الحيوان في جامعة كامبريدج وأمين متحف ستريكلاند للطيور التابع لمتحف علم الحيوان بالجامعة.
خدم كوت في فوج ليسترشير التابع للجيش البريطاني حيث عمل خبير تمويه من عام 1919 إلى 1922 وخلال الحرب العالمية الثانية، وعمل مدرب تمويه في جمعية المهندسين الملكيين من 1939 إلى 1945. أصبح كوت كبير المدربين في مركز التمويه للتطوير والتدريب في حلوان، مصر، تحت إشراف صانع الأفلام جيفري باركاس منذ بداية عمله في نوفمبر 1941.
عاد كوت إلى كامبريدج بعد انتهاء الحرب، وأصبح زميلًا في كلية سلوين في عام 1945، حيث عمل إلى أن تقاعد في عام 1967. ألقى محاضرة فيسون التذكارية لعام 1958 حول «التلوين الوقائي في الحيوانات». عمل بين الحين والآخر بعد تقاعده، كدراسة أعشاش التماسيح في نيل فيكتوريا للحدائق الوطنية الأوغندية في عام 1972. توفي في 18 أبريل 1987 عن عمر يناهز 86 عامًا.

## التمويه
خلال دراسة أجراها كوت على حجل أحمر الساقين، أراد التقاط صورة الطائر وهو في عشه، حيث انتظر كثيرًا والتقط في نهاية المطاف صورًا للعش وهو فارغ. بعد تحميض الصور، أدرك كوت أن الطائر كان في عشه طوال الوقت، ولكنه مموه تمامًا.
عمل كوت خبيرًا في التمويه خلال الحرب العالمية الثانية، وشبه وظائف التمويه العسكري بوظائف التلوين الواقي في الطبيعة. في كتابه الذي حمل عنوان التلوين التكيفي في الحيوانات، صنف التلوين إلى ثلاث فئات رئيسية هي الإخفاء والتنكر والإشهار. قدم أمثلة على تأثيرات التمويه المتنوعة كالتظليل المعاكس، والتشويش، والاندماج التفاضلي، والتباين العالي، والاضطراب المتزامن، وإخفاء العين، والطمس الكونتوري، وإزالة الظل، والتقليد. وصف تسع أنماط من الخداع البصري في محاضراته التي ألقاها زمن الحرب في قلعة فارنام، وهي:
- الاندماج، كالأرنب البري والدب القطبي.
- التشويش، كطائر الغيث المطوق.
- التنكر، كحشرة العصا.
- سوء التوجيه، كبقع العيون على الفراشة والأسماك.
- الإبهار، كبعض الجنادب.
- نصب الفخاخ، كأسماك أبو الشص.
- نفث ستار دخاني، كالحبار.
- التزييف، كالذباب والنمل.
- عرض زائف للقوة، كالضفادع والسحالي.

وضح كوت جميع تلك الأنماط في كتاب يتألف من 550 صفحة بعنوان التلوين التكيفي في الحيوانات (1940). دقق كير الكتاب وعلق على نشره قائلًا «إنه أفضل كتاب موجود من نوعه دون منازع». يمكن العثور على روايات زملائه في العمل حول عمله في التمويه العسكري في مذكرات اثنين من زملائه في مجال التمويه: جوليان تريفيليان ورولاند بنروز.